# 悦楽の園 (小説)
『悦楽の園』（えつらくのその、El jardin de las delicias）は、日本の小説家木地雅映子による小説である。
単行本は、2007年10月5日にジャイブより刊行された。単行本の装丁は、片岡忠彦による。単行本の装画には、画家ヒエロニムス・ボスによる祭壇画『悦楽の園』が用いられている。文庫版は、2010年5月7日にポプラ文庫ピュアフルより刊行された。文庫版の装画は、五十嵐大介による。

## あらすじ
革命家だったといわれる父親をもつ相原真琴は、生まれた直後に、当時15歳だった母親、ミチルを亡くし、祖母や合気道の達人である曾祖母の他、児童相談所で児童福祉司として働いている伯母、慧実や、経済学を学ぶために国立大学に通っている伯母、留美子に囲まれて育った。
真琴は、中学校では優等生としての地位を獲得していた。ナンチと呼ばれている南一は、身体が小さい上に軟弱であり、成績も芳しくなく、友達が1人もいなかった。南は、周囲の者には理解することができない奇怪な絵を描いていた。真琴は、あるとき、南が描いた絵を見せられ、2人は、次第に親しい間柄になっていく。

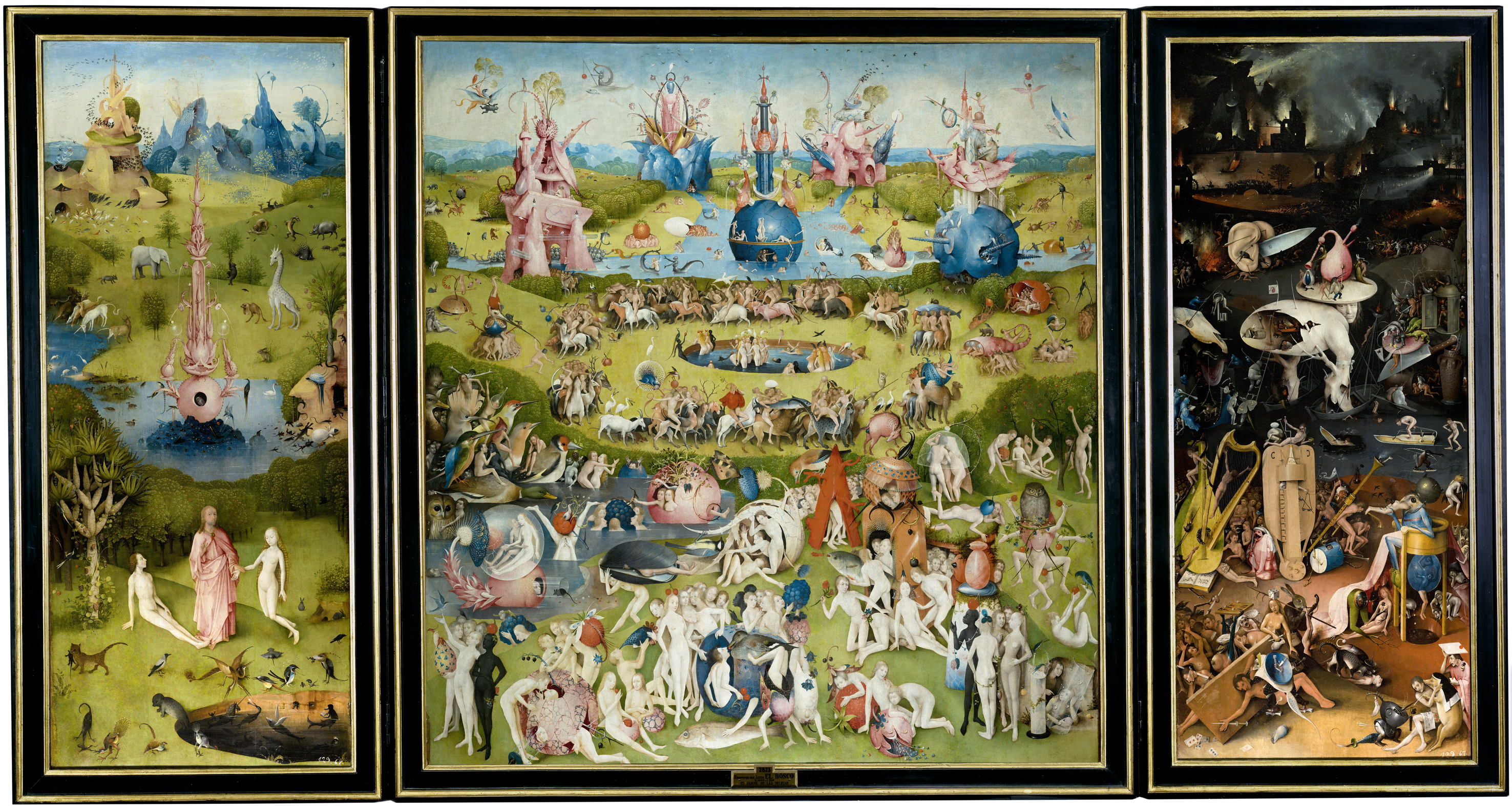
ヒエロニムス・ボス『悦楽の園』

## 主な登場人物
相原真琴（あいはら まこと）
本作の主人公。女子中学生。
南一（みなみ はじめ）
男子中学生。真琴の同級生。
染谷（そめや）
男子中学生。不良。

## 評価
歌人の穂村弘は、「結論から云うと、『悦楽の園』は傑作だった。『氷の海のガレオン』において哲学的な命題にも見えた主人公の苦しみを、より現実的な問題として捉え直すことで、前人未踏の『次のステップ』を踏み出せたのだと思う」と評価している。
本の雑誌社によるサイト「WEB本の雑誌」には、「『普通の子』を大人だけでなく子どもも求める学校という閉塞した環境に対する闘いの小説でもあります」「素晴らしいと思ったし、衝撃を受けた1冊だった」とする書評が掲載されている。書評家の藤田香織は、「実績なんてないに等しい作家なのに、これだけの空白期間があってまた単行本が出るというだけで、まず凄いわけです」「『好きだ！』という以上に言葉が見つからない」と評価している。